# Yobibyte
Yobibyte (YiB) är en informationsenhet som motsvarar 1 208 925 819 614 629 174 706 176 (280 = 10248) byte. Namnet kommer av det binära prefixet yobi (Yi) och byte (B). Enheten ingår inte i SI, men däremot i IEC.
Prefixet yobi var ursprungligen inte en del av systemet för binära prefix, men lades till – tillsammans med prefixet zebi – av IEC i augusti 2005.
Yobibyte är relaterat med enheten yottabyte, som antingen definieras som en yobibyte eller en kvadriljon byte. Yobibyte kan användas istället för yottabyte när man vill specificera 280 byte, för att undvika tvetydighet bland de olika värdena av yottabyte.